# 日本新約教団
日本新約教団（にほんしんやくきょうだん）は、日本のプロテスタント福音派の団体。現在は、合同によって日本福音キリスト教会連合になった。

## 歴史
- 1945年9月15日 フィリピンと日本に駐屯していたアメリカ軍人のクリスチャンが、横浜海岸教会を会場に、「GIゴスペルアワー」を開催する。
- 1947年1月 アメリカのデンバーで極東福音十字軍（現、センド国際宣教団）が結成された。
- 1961年 極東福音十字軍の伝道の結果生まれた教会が日本新約教団を設立する。関東地方で伝道をしてキャンプ伝道、文書伝道、学生伝道に関わっている。
- 1992年 日本新約教団、リーベンゼラ・キリスト教会連合、単立キリスト教会連盟、北海道福音教会協議会の四者が合同して、日本福音キリスト教会連合になる。